# Пестерь
Пестерь — река в России, протекает в Удмуртии. Устье реки находится в 235 км по правому берегу реки Кильмезь. Длина реки составляет 28 км, площадь водосборного бассейна 253 км².
Исток реки на Красногорской возвышенности около деревни Клабуки в 6 км к юго-западу от села Красногорское. Исток находится рядом с несколькими небольшими притоками верхнего течения Убыти, здесь проходит водораздел бассейнов Кильмези и Чепцы. Река течёт на юг, в верхнем течении протекает деревню Короквинцы, в среднем течении — село Кокман. Ниже села река входит в ненаселённый заболоченный лесной массив, по которому течёт вплоть до впадения в Кильмезь. Верхнее и среднее течение реки располагаются в Красногорском районе, в нижнем течении река образует границу Селтинского и Игринского районов.

## Притоки (км от устья)
- 0,7 км: река Лаптевка (правый)
- 17 км: река Кокманка (левый)
- река Назбыть (левый)

## Данные водного реестра
По данным государственного водного реестра России относится к Камскому бассейновому округу, водохозяйственный участок реки — Вятка от водомерного поста посёлка городского типа Аркуль до города Вятские Поляны, речной подбассейн реки — Вятка. Речной бассейн реки — Кама.
По данным геоинформационной системы водохозяйственного районирования территории РФ, подготовленной Федеральным агентством водных ресурсов:
- Код водного объекта в государственном водном реестре — 10010300512111100038606
- Код по гидрологической изученности (ГИ) — 111103860
- Код бассейна — 10.01.03.005
- Номер тома по ГИ — 11
- Выпуск по ГИ — 1